# Thủy cung Georgia
Thủy cung Georgia là một bể cá công cộng ở Atlanta, Georgia, Hoa Kỳ. Nó chứa hơn một trăm ngàn động vật và đại diện cho hàng ngàn loài, tất cả đều cư trú trong 10 triệu gallon nước biển (38.000 m3).   Đây là hồ cá lớn nhất thế giới từ khi mở cửa vào năm 2005 cho đến năm 2012, khi nó bị vượt qua bởi Công viên Sinh vật biển ở Singapore.
Khoản tài trợ trị giá 250 triệu USD từ quỹ của doanh nhân Bernard Marcus đã cung cấp số tiền khổng lồ cần thiết để xây dựng và cung cấp cơ sở mới.
Các mẫu vật đáng chú ý của thủy cung bao gồm cá mập voi, cá voi beluga, sư tử biển California, cá heo mũi chai, và cá đuối.

## Lịch sử
Vào tháng 11 năm 2001, Bernard Marcus đã công bố tầm nhìn của ông về việc trình bày Atlanta với một bể cá có thể khuyến khích cả giáo dục và tăng trưởng kinh tế. Sau khi thăm 56 bể nuôi cá ở 13 quốc gia với vợ, Billi, [cần dẫn nguồn], ông đã quyên tặng 250 triệu đô la cho việc trở thành Thủy cung Georgia. Những đóng góp của công ty với tổng cộng thêm 40 triệu đô la [8] đã cho phép bể cá mở cửa miễn phí.
Jeff Swanagan, chủ tịch sáng lập của Aquarium và giám đốc điều hành cho đến năm 2008, phần lớn được ghi nhận với việc tạo ra thủy cung, từ việc thiết kế cấu trúc đến việc mua thú vật cho các cuộc triển lãm.
Hồ cá nằm ở trung tâm thành phố Atlanta trên đất do Công ty Coca-Cola quyên góp, ngay phía bắc Công viên Olympic Centennial và gần Sân vận động Mercedes Benz, Trung tâm Đại hội Thế giới Georgia, State Farm Arena và Trung tâm CNN. Mặt ngoài bằng kim loại và kính màu xanh của nó có nghĩa là gợi lên một chiếc hòm khổng lồ xuyên qua một làn sóng. Lớn nhất thế giới khi nó mở cửa vào tháng 11 năm 2005. Vào thời điểm đó, hồ cá bao gồm 550.000 feet vuông (5,1 ha; 13 mẫu Anh) không gian có mái che và các cuộc triển lãm của nó tổ chức 8,000,000 gallon nước ngọt và nước mặn. Các bổ sung tiếp theo cho việc thu thập và thiết kế lại một số môi trường sống đã làm tăng tổng lượng nước lên đến 10.000.000 galông Mỹ (38.000.000 l).
Sau 27 tháng xây dựng, hồ cá mở cửa vào ngày 21 tháng 11 năm 2005, với 60 môi trường sống động vật. Mặc dù phí nhập học của phi lợi nhuận là một trong những cao nhất tại Hoa Kỳ, nhưng số người tham dự vượt xa mong đợi, với 1 triệu lượt khách trong 100 ngày đầu tiên, 3 triệu vào tháng 8 năm 2006, 5 triệu người vào tháng 5 năm 2007 và 10 triệu vào tháng 6 năm 2009. Hồ cá là một phần của chương trình liên kết Smithsonia.